# UNLOCKED
『UNLOCKED』（アンロックド）は、黒木メイサの2枚目のフルオリジナル・アルバム。2012年2月15日にgr8!Recordsから発売された。

## 概要
前作『MAGAZINE』から約1年1ヶ月振りのアルバム。シングル「One More Drama」「Wired Life」「Woman's Worth/Breeze Out」の表題曲及びC/W曲など、全14曲を収録。
自身の今までの楽曲とは異なった、ポップでカラフルなイメージの楽曲が多く収録されており、ジャケット写真などもポップではじけた印象になっている。事実上の歌手活動最後のアルバム。

## パッケージ
初回生産限定盤A、初回生産限定盤B、通常盤、3形態での発売。初回生産限定盤Aには、ミュージック・ビデオ集+スペシャルメイキング映像が収録されたDVD、初回生産限定盤Bには、去年行われた自身初のライブツアー「THE MAGAZINE SHOW」のライブ映像+ツアードキュメンタリー映像が収録されたDVDを付属。加えて初回生産限定盤A・Bそれぞれ内容が異なる40Pブックレットを封入。

## 収録曲

### CD
1. Hit the Road（3:48）[1]
作詞：カミカオル
作曲：Jeff Miyahara、林田裕一
SUBARU「BRZ」CMソング
2. Shake it Off（4:12）[1]
作詞：MOMO"mocha"N.
作曲：U-Key zone
3. Wired Life（4:40）[1]
作詞・作曲：Nao'ymt
毎日放送･TBS系「青の祓魔師」エンディングテーマ
4. One More Drama（3:59）[1]
作詞：カミカオル
作曲：JUNE
5. Take Me Away（4:28）[1]
作詞：MOMO“mochA”N.
作曲：U-Key zone
6. Flash Light（4:05）[1]
作曲：藤林聖子
作曲・編曲：D.I.
7. Woman's Worth（4:17）[1]
作詞：カミカオル
作曲：カミカオル・dee.c
SEIKO「LUKIA」CMソング
8. Breeze Out（4:03）[1]
作詞：MOMO“mochA”N.
作曲：JUNE・Ryumei Odagi
SUBARU「BRZ」テーマソング
9. LAST CODE（4:47）[1]
作詞：MOMO“mochA”N.
作曲：U-Key zone
10. Happy to be me（4:47）[1]
作詞：MOMO“mochA”N.
作曲：U-Key zone
11. PARADE（4:13）[1]
作詞：カミカオル
作曲：カミカオル・dee.c
12. S.O.S-ワタシサガサナイデクダサイ-（4:07）[1]
作詞：カミカオル
作曲：カミカオル・塩川満己
13. UPGRADE U!（3:41）[1]
作詞：カミカオル
作曲：Jeff Miyahara
14. 曖昧で贅沢な欲望（4:45）[1]
作詞：MOMO“mochA”N.
作曲：U-Key zone

### DVD

#### 初回生産限定盤A
本作収録のシングル曲のミュージック・ビデオとスペシャルメイキング映像。
1. One More Drama (MUSIC VIDEO)
2. SPECIAL MAKING OF "One More Drama"
3. Wired Life (MUSIC VIDEO)
4. SPECIAL MAKING OF "Wired Life"
5. Woman's Worth (MUSIC VIDEO)
6. SPECIAL MAKING OF "Woman's Worth"
7. Breeze Out (MUSIC VIDEO)
8. SPECIAL MAKING OF "Breeze Out"

#### 初回生産限定盤B
初の全国ライブツアー「THE MAGAZINE SHOW」のライブ映像とツアードキュメンタリー映像。
1. LOVEHOLIC
2. SWITCH⇔
3. TOUR DOCUMENTARY OSAKA
4. Criminal
5. Are ya Ready?
6. TOUR DOCUMENTARY NAGOYA
7. Wired Life
8. Woman's Worth
9. 5-FIVE-
10. One More Drama
11. TOUR DOCUMENTARY TOKYO
12. UPGRADE U!
13. TOUR DOCUMENTARY FUKUOKA